# Vère (Aveyron)
Die Vère ist ein Fluss in Frankreich, der in der Region Okzitanien verläuft. Sie entspringt im Gemeindegebiet von Taïx, entwässert zunächst in südwestlicher Richtung, dreht dann auf Nordwest bis Nord und mündet schließlich nach 53 Kilometern bei Bruniquel als linker Nebenfluss in den Aveyron.
Auf ihrem Weg durchquert die Vère die Départements Tarn und Tarn-et-Garonne.

## Orte am Fluss
- Taïx
- Villeneuve-sur-Vère
- Cahuzac-sur-Vère
- Vieux
- Puycelsi
- Bruniquel